# Куцепалова Євгенія Володимирівна
Євгенія Володимирівна Куцепалова (7 червня 1978, Дивногорськ, Красноярський край, Російська РСФР) — російська та білоруська біатлоністка, учасниця зимових Олімпійських ігор 2002 року, Кубка та чемпіонату світу у складі збірної Білорусі, призер чемпіонату Росії з біатлону, срібний призер чемпіонату світу з літнього біатлону. Майстер спорту Республіки Білорусь міжнародного класу (2002).

## Російська збірна
На чемпіонаті світу серед юніорів 1998 року в Джеріко виступала у складі російської команди, була 15-ю у спринті та 27-ю — в індивідуальній гонці. На юніорському чемпіонаті Європи 1998 року в Раубичах була шостою у спринті та четвертою у гонці переслідування.
На всесвітній зимовій Універсіаді 1999 року Євгенія Куцепалова завоювала срібні медалі в естафеті.
У 2000 році завоювала срібні медалі чемпіонату світу з літнього біатлону в Ханти-Мансійську в естафеті (крос) в складі збірної Російської Федерації разом із Світланою Дементьєвою, Наталією Соколовою та Євгенією Михайловою. Крім того вона зайняла четверті місця у спринті та гонці переслідування.
На рівні чемпіонату Росії в 2001 році ставала срібним призером у командній гонці і бронзовим призером в естафеті у складі команди Красноярського краю.

## Білоруська збірна
У 2001 році перейшла до збірної Білорусі. Представляла спортивне товариство «Динамо» і місто Мінськ.
Дебютувала на Кубку світу в сезоні 2001/2002 років на етапі в Гохфільцені, зайнявши 70-те місце в спринті. Брала участь у зимовій Олімпіаді 2002 року в Солт-Лейк-Сіті, де посіла сьоме місце в естафеті, 44-те — у спринті та 28-ме — у гонці переслідування.
На етапах Кубка світу (поза великими турнірами) кращим результатом стали 34-е місце в індивідуальній гонці в Поклюці та гонці переслідування в Разун-Антерсельві. У загальному заліку Кубка світу сезону 2001/2002 років посіла 79-е місце (3 очки).
На чемпіонаті Європи 2002 року в Контіолахті була дев'ятою в спринті, 22-ю — в пасьюті та 15-ю — в індивідуальній гонці.
По закінченні сезону 2001/2002 років спортсменка завершила кар'єру.

## Особисте життя
Чоловік — Вадим Сашурін, біатлоніст збірної Білорусі, дочки Олександра (нар. 2003) та Марія.